# Huỳnh Tuấn Kiệt
Huỳnh Tuấn Kiệt là một võ sư Việt Nam. Ông là chương môn phái Nam Huỳnh Đạo

## Thân thế
Huỳnh Tuấn Kiệt có cha là một thầy thuốc. Từ nhỏ ông đã ham mê võ thuật, theo học karate trước tiên. Sau đó, ông học Hồng gia quyền từ võ sư Đinh Trí Dũng và Thiếu lâm nội gia quyền từ võ sư Trần Tiến.
Năm 1991, sau khi bị võ sư Trần Tiến khai trừ khỏi môn phái, Huỳnh Tuấn Kiệt lập môn phái riêng, dạy môn sinh tại đình Nam Chơn, nhận bằng võ sư.
Thời trẻ, Huỳnh Tuấn Kiệt được đánh giá là người cầu thị và đam mê võ học. Các võ sư khác đánh giá ông tốc độ ra đòn nhanh. Phần yếu của ông là bộ chân, khi di chuyển không được linh hoạt.